# 大蔵バイパス
大蔵バイパス（おおくらバイパス）は、茨城県の鉾田市内の国道354号バイパスである。
鉾田市大蔵地区の幅員が狭く、安全な通行に支障があることから整備された。

## 概要
- 起点 茨城県鉾田市大蔵
- 終点 茨城県鉾田市大蔵
- 全長 0.9km
- 車線数 2車線

## 沿革
- 1992年（平成4年）12月17日：鹿島郡大洋村大字大蔵地内でバイパス（1.348km）を整備する道路区域が決定する[1]。
- 2004年（平成16年）11月15日：鹿島郡大洋村大字札 - 同郡同村大字大蔵を道路拡幅及びバイパス化し供用開始[2]。
- 2007年（平成19年）3月28日：鉾田市大蔵地内の残存区間（約0.7km）供用により大蔵バイパスが開通する[3]。
- 2008年（平成20年）3月3日：鉾田市大蔵地内の狭隘な現道区間（約0.6km）を2車線化道路改良供用開始[4]。
- 2010年（平成22年）6月10日：鉾田市大蔵地内の旧道区間（延長553m）が指定解除され、鉾田市道へ降格[5]。